# ネクスト・クエスチョン トランプのホワイトハウスで起きたこと
『ネクスト・クエスチョン トランプのホワイトハウスで起きたこと』（I'll Take Your Questions Now: What I Saw at the Trump White House）は、第1次トランプ政権下でホワイトハウス報道官を務めていたステファニー・グリシャムが執筆したノンフィクション・暴露本である。2021年10月にハーパーコリンズより出版された。

## 背景

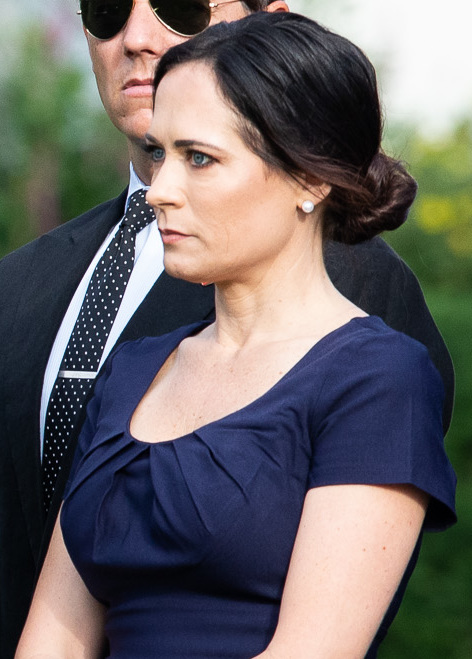
グリシャム（2019年9月）

ステファニー・グリシャムは2019年7月から2020年4月まで、第32代ホワイトハウス報道官およびホワイトハウス広報部長を務めていた。彼女はまた、2017年から2019年まではメラニア・トランプ大統領夫人の報道官、2020年から2021年までは彼女の主席補佐官兼報道官を務めていた。彼女はドナルド・トランプの2016年大統領選挙運動の際は報道補佐官を務め、その後は大統領移行チームに加わった。ホワイトハウス報道官としての彼女はアメリカ史上初めて一般記者会見を開催せず、保守系メディアからのみ質問に応じた。グリシャムは2020年4月7日に大統領夫人の主席補佐官に就任したが、2021年アメリカ合衆国議会議事堂襲撃事件を受けて2021年1月6日に辞任した。2021年9月に彼女は本書の出版を告知した。

## 反応
ハーパーコリンズは本書を、「トランプ時代のホワイトハウスをこれまでで最も率直かつ親密に描いた作品」と呼んでいる。またグリシャムは、「ちなみに、これは読者が私のことを好きになる必要がある本ではありません」と述べている。
ドナルド・トランプは、「ステファニーには必要な資質が欠けており、それは当初より明らかだった」と述べた。さらに彼は、「彼女は大きな問題を抱えており、我々は彼女自身でそれを解決すべきだと感じていた」と述べた。

## 日本語版
- ステファニー・グリシャム 著、熊木信太郎 訳『ネクスト・クエスチョン トランプのホワイトハウスで起きたこと』論創社、2024年6月30日。ISBN 978-4846023935。